# Озерицько-Слобідська сільська рада
Озерицько-Слобідська сільська рада (біл. Азярыцкаслабадзкі сельсавет) — адміністративно-територіальна одиниця в складі Смолевицького району розташована в Мінській області Білорусі. Адміністративний центр — Слобода.
Озерицько-Слобідська сільська рада розташована в центральній частині Білорусі, і в центрі Мінської області орієнтовне розташування — супутникові знімки, на захід від районного центру Смолевичів.
До складу сільради входять 28 населених пунктів:
- Аношки • Багута • Батуринка • Велике Залужжя • Вишня • Висока Гірка • Грудок • Динарівка • Домашани • Дуброва • Задомля • Кудрищино • Липники • Лужки • Ляди • Магістральна • Мале Залужжя • Мостище • Нове Життя • Переїздна • Приліпська Усяжка • Приліпи • Пристроми • Рудня • Рудомийка • Скурати • Слобода • Соснове.